# Desa Sindangmulya (administrativ by i Indonesien, lat -6,19, long 107,34)
Desa Sindangmulya är en administrativ by i Indonesien.   Den ligger i provinsen Jawa Barat, i den västra delen av landet, 50 km öster om huvudstaden Jakarta.